# Dan Houser
Dan Houser (Londres, Regne Unit, 24 de maig de 1973) és un productor i desenvolupador de videojocs britànic qui va ser el vicepresident creatiu (juntament amb el seu germà Sam Houser) de Rockstar Games. És conegut per haver produït i escrit diversos videojocs de la sèrie Grand Theft Auto, Bully, Red Dead Redemption 2, Max Payne 3, entre uns altres.
Després de tenir un any sabàtic es va anunciar el seu retir de la companyia Rockstar Games l'11 de març del 2020.

## Biografia[calcitació]
Daniel Houser va néixer a Londres el novembre de 1973, fill de l'advocat britànic Walter Houser i de l'actriu Geraldine Moffat. Houser va estudiar geografia. Tot i voler ser músics, tant Houser com el seu germà Sam tenien una fascinació per la narració des de ben petits. Van créixer a prop d'una videoteca de Londres i van veure moltes pel·lícules de culte i crims nord-americans i Spaghetti Westerns. Houser ha declarat que és un fan de la pel·lícula de Walter Hill The Warriors, i Rockstar Games va llançar una versió de videojoc de The Warriors el 2005. El 1995, Houser va aconseguir una feina a temps parcial a BMG Interactive provant CD-ROM; es va convertir en un empleat a temps complet fins a 1996. Dan i Sam més tard es van interessar en un videojoc anomenat Race'n'Chase que estava sent desenvolupat per DMA Design després d'obtenir una vista prèvia del joc. Els Housers van signar Race'n'Chase a BMG Interactive com a editor i van canviar el nom del joc a Grand Theft Auto.

## Obres[calcitació]

### Productor
- Grand Theft Auto III (2001)
- Smuggler's Run: Warzones (2002)
- Grand Theft Auto: Vice City (2002)
- Grand Theft Auto: San Andreas (2004)
- Grand Theft Auto: Liberty City Stories (2004)
- Grand Theft Auto: Vice City Stories (2006)
- Grand Theft Auto V (2013)

### Escriptor
- Grand Theft Auto: London, 1969 (1999)
- Grand Theft Auto 2 (1999)
- Grand Theft Auto III (2001)
- Smuggler's Run 2: Hostile Territory (2001)
- Grand Theft Auto: Vice City (2002)
- Grand Theft Auto: San Andreas (2004)
- Grand Theft Auto: Liberty City Stories (2005)
- Grand Theft Auto: Vice City Stories (2006)
- Bully (2006)
- Grand Theft Auto IV (2008)
- Grand Theft Auto: Chinatown Wars (2009)
- Red Dead Redemption (2010)
- Max Payne 3 (2012)
- Grand Theft Auto V (2013)
- Red Dead Redemption 2 (2018)

### Actor de veu
- X-Squad (2000)
- Red Dead Redemption Undead Nightmare (2010)
- Grand Theft Auto III (2001)
- Grand Theft Auto: Vice City (2002)